# Corneliu Fânățeanu
Corneliu Fânățeanu (n. 18 ianuarie 1933, Valea Loznii, Sălaj - d. 3 decembrie 2014, Drobeta-Turnu Severin) a fost un tenor român.
A deținut funcții ca: atașat cultural al Ambasadei Române din Roma, director al Operei Române.
În decursul carierei sale artistice, a interpretat diverse roluri din opere ca: "Don Giovanni", "Flautul fermecat", "Faust", "Don Carlo", "Der Freischutz", "La traviata", "Rigoletto", "Tosca", "Evgheni Oneghin", "Andrea Chénier", "Walkiria".

## Distincții
- Ordinul Meritul Cultural clasa a V-a (12 septembrie 1968) „pentru merite deosebite în activitatea muzicală”[2]